# Megan Ewing
Megan Christine Ewing (* 30. September 1984 in Abilene, Texas) ist ein US-amerikanisches Supermodel. Sie ist deutscher und mexikanischer Abstammung.
Zu Beginn ihrer Karriere war sie in verschiedenen Zeitschriften zu sehen, darunter Spanisch Vogue, Votre Beaute, und Harper’s Bazaar. Im Frühjahr 2001 arbeitete sie neben Models wie Laetitia Casta, Claudia Schiffer, und Adriana Lima für Guess.
Später folgten saisonale Kampagnen für Paul Marciano und Co. von mehr als zwei Jahren.

## Kampagnen
- Aéropostale
- Skiny
- La Perla
- Mango
- CAT
- Pucci
- Guess: Wailea (Frühjahr 2001), Love Story (Frühjahr 2001), Santa Fe (Herbst 2001), Sultry in Savannah (Herbst 2001), White Sands (Frühjahr 2002), Death Valley (Herbst 2002)
- Victoria’s Secret 2002 – 2003[1]

## Auftritte (Magazine)
- Elle Girl
- FHM
- Gear
- Glamour
- GQ Italien, Spanien
- Harper’s Bazaar
- Marie Claire Frankreich
- Max
- Maxim
- Photo France
- Soma
- Vogue Belleza[2]

## Fernsehauftritte
- BThere Latin Model Search
- BThere Shopping for Maxim Hot 100 Party
- E! Victoria’s Secret Swimsuit 2001 Special
- Guess Fall 2002 Commercial Guess Herbst 2002 Werbespot
- Lenny Kravitz’ Musikvideo Believe in Me

## Kataloge
- Abercrombie & Fitch
- Victoria’s Secret
- Otto
- Freeman’s of London
- Newport News